# 韩志然
韩志然（1952年2月—），男，蒙古族，内蒙古奈曼旗人，中华人民共和国政治人物，曾任巴彦淖尔盟盟长、内蒙古自治区政府秘书长、包头市市长、乌兰察布盟委书记（市委书记）、呼和浩特市委书记。

## 生平
2015年6月17日，第十二届全国政协常委员会第十一次会议免去韩志然第十二届全国政协常委、委员资格。2015年6月23日，政协内蒙古自治区第十一届委员会常务委员会第十一次会议决定，免去韩志然自治区十一届政协副主席职务、撤销其自治区十一届政协委员资格。据媒体报道，韩志然的落马源于他卷入被称为内蒙古“黄金大盗”的宋文代案。宋文代举报了韩志然。2016年1月29日，中纪委通报，韩志然因严重违纪，受到留党察看二年处分，降为副厅级非领导职务。

## 爭議
任呼和浩特市委書記期間，韩志然认为，低房价制约了城市发展。为此，呼和浩特市在2004年底开始，在专业公司的帮助下，出让土地8000多亩，土地价格从2004年底的每亩30万元提升到50万元以上，最高达到300万元。市政府的土地净收益超过4亿元。地方政府“有形之手”是主要推动力量，政府直接运营土地，大幅拉高土地价格，借机“以地生财”。商品住房平均销售价格也从2004年的每平方米1590元陡然升到2005年的2400多元，引起民眾不滿。並且多次宣稱呼和浩特房价不存在泡沫。

## 管理理念
房地产市场的快速发展是经济快速增长的必然结果，是工业化、城市化进程加快的必然结果。
增建大批高檔住宅提高呼和浩特市人均住房面积。

## 外部連結
- 韩志然当选呼和浩特市市委书记
- 韩志然同志简历 （页面存档备份，存于） 中国经济网 2014-05-03
- 韩志然、赵黎平补选为内蒙古政协副主席 （页面存档备份，存于） 中国经济网 2014-06-03